# Riona
Riona ist ein weiblicher irischer Vorname.
Es handelt sich um eine aus dem Gälischen stammende Variante von Catriona/Katharina, die im deutschen Sprachraum selten, in Japan jedoch häufiger anzutreffen ist. Weitere Varianten sind Rionach, Rionagh, Rionna, Rionnagh und Rionnah.

## Bekannte Namensträgerinnen
- Riona Hazuki (* 1975), japanische Schauspielerin
- Riona Pillay, namibische Karatekämpferin